# Anastasija Markowa
Anastasija Wakerijewa Markowa, ros. Анастасия Валерьевна Маркова (ur. 16 października 1987 w Moskwie) – rosyjska siatkarka, grająca na pozycji przyjmującej. Od sezonu 2019/2020 występuje w drużynie Leningradka Petersburg.

## Sukcesy klubowe
Puchar Top Teams:
- 2006

Mistrzostwo Rosji:
- 2006, 2007, 2010, 2011, 2016, 2017
- 2008, 2013, 2014, 2015

Memoriał Agaty Mróz-Olszewskiej:
- 2012

Puchar Rosji:
- 2013

## Sukcesy reprezentacyjne
Volley Masters Montreux:
- 2014

## Nagrody indywidualne
- 2012: Najlepsza przyjmująca Memoriału Agaty Mróz-Olszewskiej